# Альбін Дунаєвський
Альбін Дунаєвський гербу Сас (пол. Albin Dunajewski; 1 березня 1817, Станиславів, Королівство Галичини і Володимирії, Австро-Угорщини — 18 червня 1894, Краків,  Королівство Галичини і Володимирії, Австро-Угорщини) — польський римсько-католицький релігійний і громадський діяч. 

## Життєпис
Народився 1 березня 1817 року у Станіславові на Прикарпатті у шляхетській родині Дунаєвських гербу Сас, син Шимона та Антоніни з Блажовських. Старший брат -  Юліана.
Після здобуття шкільної освіти у Новому Сончі й чотирьох років навчання у Краківській духовній семінарії закінчив юридичний факультет Львівського університету.
За участь у демократичних організаціях австрійський суд засудив  Дунаєвського до смертної кари. 1 січня 1845 року її замінили на вісім років позбавлення волі. Покарання відбував у замку Шпильберк – місто Брно.
У 1848 році його звільнили за амністією. Почав працювати у Бучачі, згодом був перекладачем, нотаріусом у Кракові, де поновив освіту у духовній семінарії, де в 1861 році був посвячений у священники. У 1862 році став професором богослов’я та ректором Вищої духовної семінарії у Варшаві. У 1864 році був вікарієм приходу Всіх Святих у Рудаві Краківського повіту. 
1879 році був призначений єпископом Краківського собору, а у  червні 1890 року Папа Лев ХІІІ призначив його кардиналом.
У 1889 році від імператора Франца Йосифа І Альбін Дунаєвський отримав титул князя – для себе та своїх нащадків.
Помер 18 червня 1894 року. Поховали  у Вавельському соборі у Кракові. 

## Вшанування пам'яті
- Названо одну з вулиць у Рудаві, що недалеко від Кракова.на його честь
- у костелі в Рудаві було встановлено меморіальну дошку

## Галерея

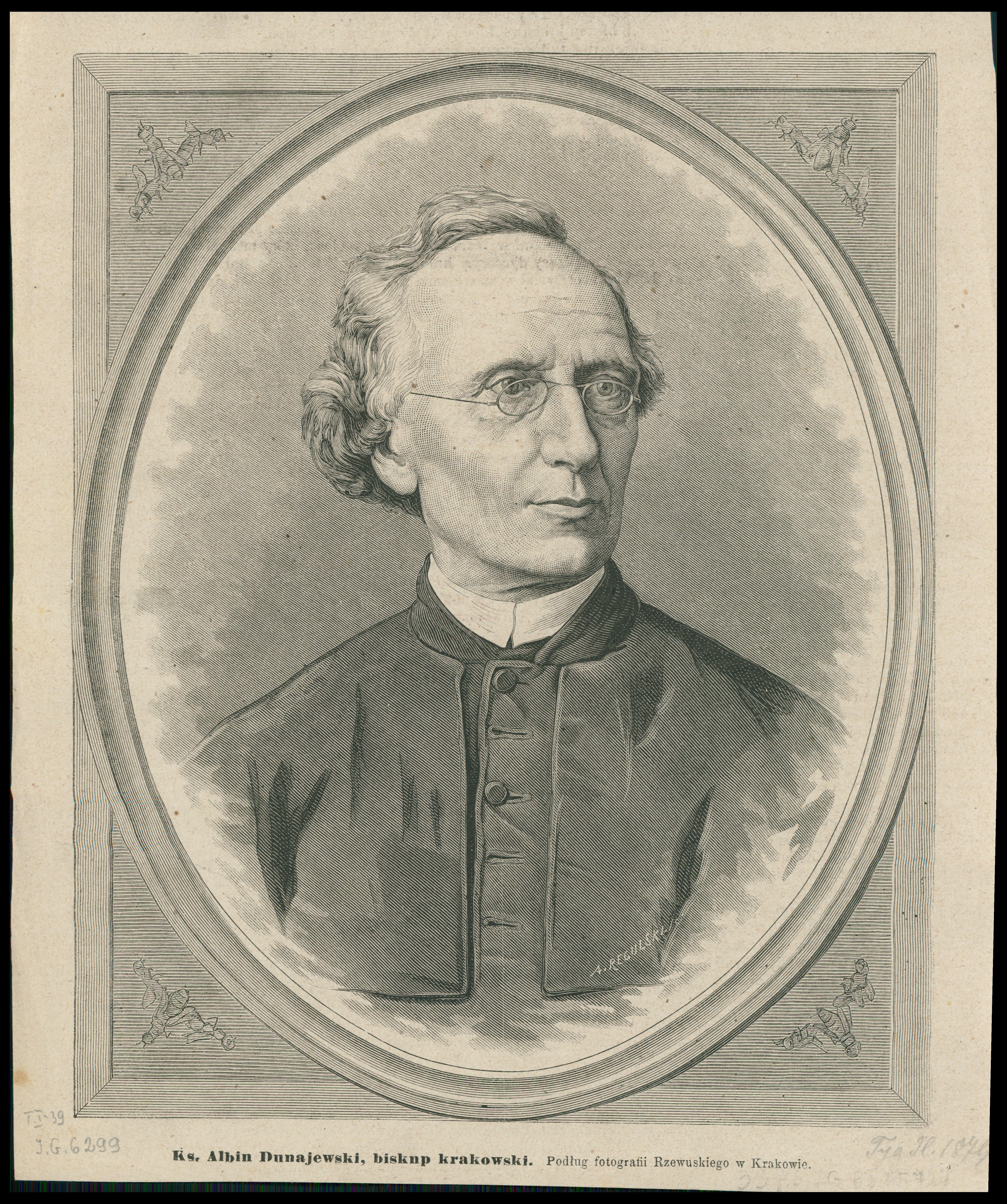
Альбін Дунаєвський в 1879
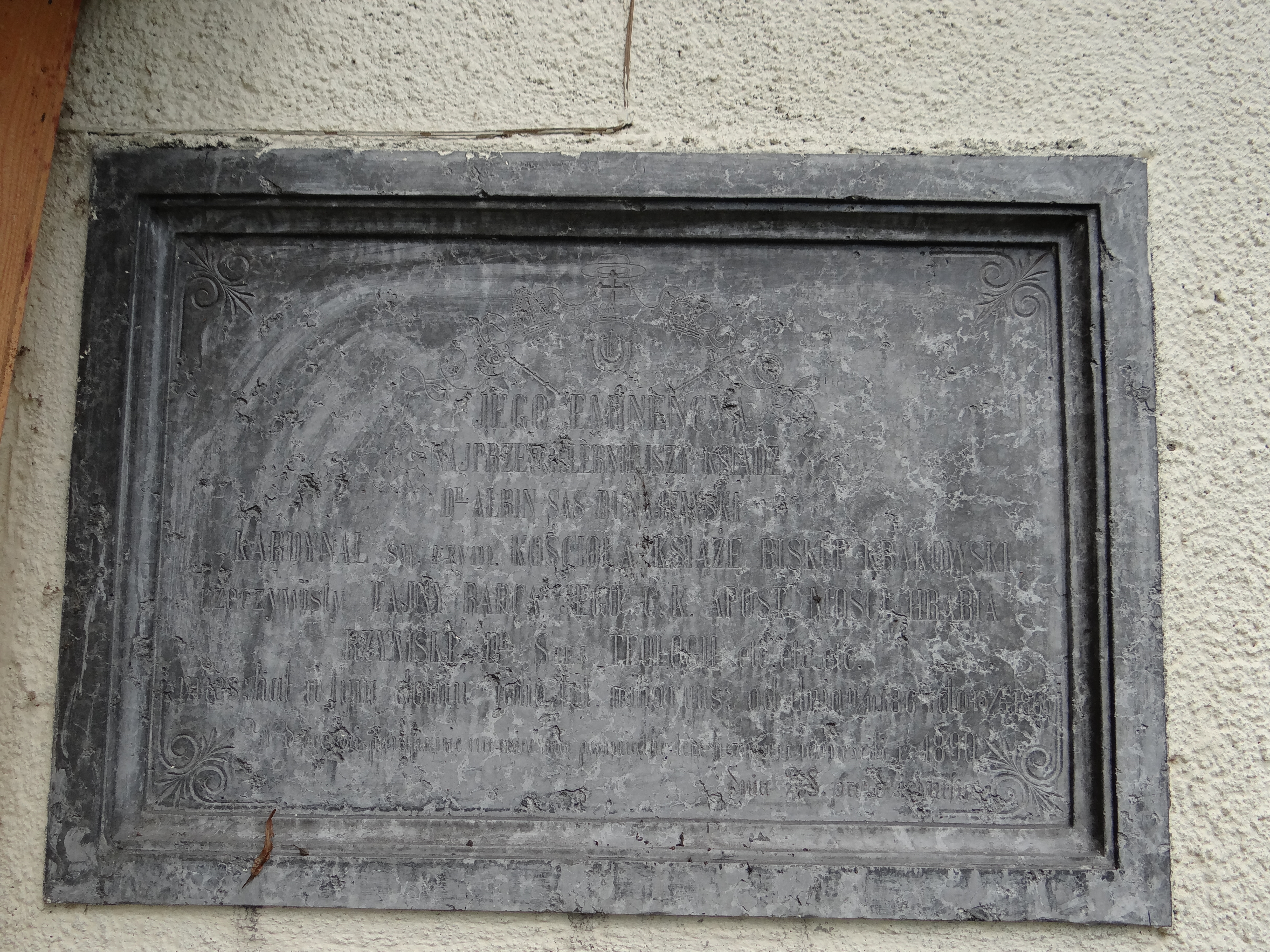
меморіальна таблиця в костелі Рудава
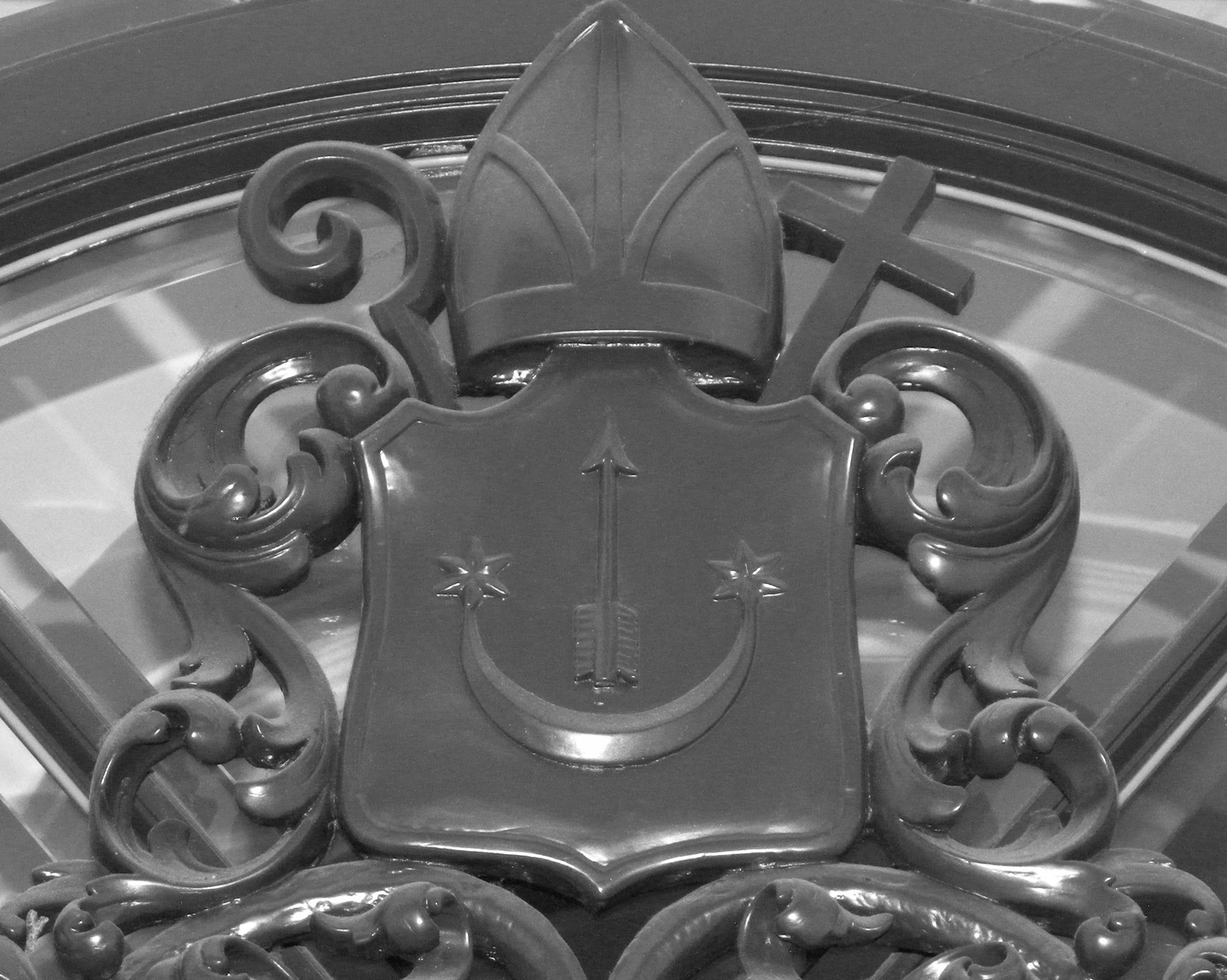
єпископ П. Л. Дунаєвський